# 阿默什维尔
阿默什维尔（法語：Ammerschwihr，法語發音：[aməʁʃviʁ] ⓘ）是法国上莱茵省的一个市镇，属于科尔马-里博维莱区。

## 地理
阿默什维尔（48°7'32"N, 7°16'55"E）面积19.66 平方千米，位于法国大東部大區上莱茵省，该省份为法国东部内陆省份，是阿尔萨斯的一部分，今与下莱茵省组成了阿尔萨斯欧洲集体，其北临下莱茵省，西接孚日省，西南接贝尔福地区省，东侧沿莱茵河与德国相望，南与瑞士接壤。
与阿默什维尔接壤的市镇（或旧市镇、城区）包括：英格赛姆、卡岑塔勒、涅代尔莫尔斯克维、蒂尔凯姆、拉巴罗什、科尔马、凯瑟斯贝格-维尼奥布勒。
阿默什维尔的时区为UTC+01:00、UTC+02:00（夏令时）。

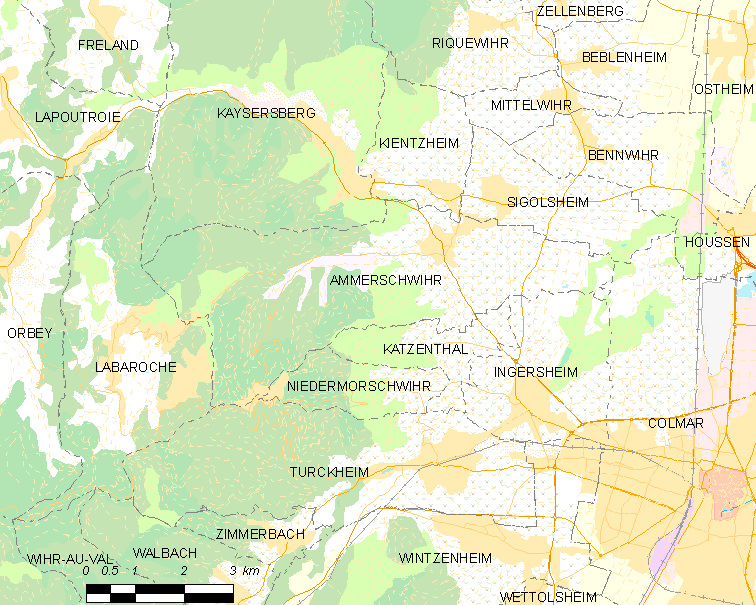
阿默什维尔的OSM定位图

## 行政
阿默什维尔的邮政编码为68770、68410，INSEE市镇编码为68005。

## 政治
阿默什维尔所属的省级选区为圣玛丽欧米讷县。

## 人口

1962-2008年间阿默什维尔人口变化图示

阿默什维尔于2022年1月1日时的人口数量为1594人。